# Limes Górnogermańsko-Retycki

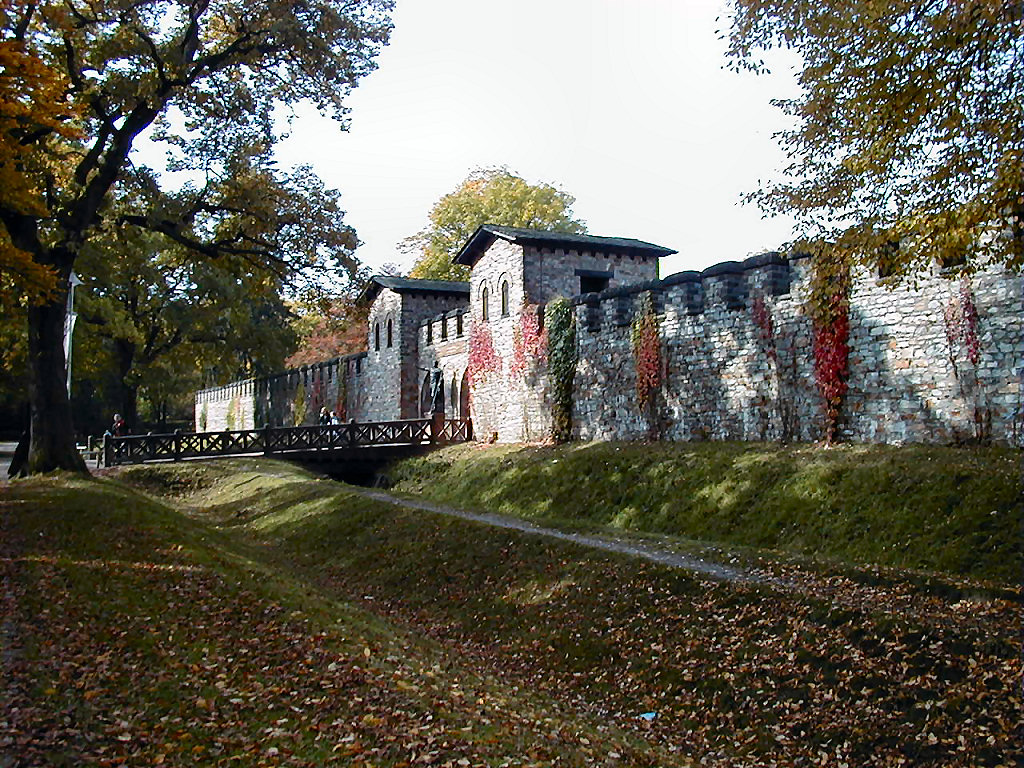
Warownia rzymska Saalburg pod Bad Homburg vor der Höhe (rekonstrukcja)

Limes Górnogermańsko-Retycki (niem. Obergermanisch-Raetischer Limes) – rozciągający się między Renem a Dunajem 550 km fragment rzymskiego systemu umocnień granicznych – tzw. limesu. Zaliczany do największych zabytków archeologicznych w Europie Środkowej. Wpisany na listę dziedzictwa kulturowego UNESCO w 2005.

## Limes
Łacińska nazwa limes oznacza granicę lub przesiekę. Nazwy limes germański (łac. Limes Germanicus) i limes retycki (łac. Limes Raeticus) pochodzą od nazw rzymskich prowincji granicznych Germanii Górnej (łac. Germania Superior) oraz Recji (łac. Raetia). Rzymski limes oparty na systemie umocnień granicznych stanowił pierwszą w historii jasno zdefiniowaną granicę państwa.
Limes w Europie przebiegał wzdłuż rzek Ren i Dunaj. Limes Górnogermańsko-Retycki tworzył najdłuższą granicę lądową na europejskim odcinku limes, rzadko pokrywając się z liniami rzek czy łańcuchów górskich, stanowiących naturalne granice regionów. Jedynie pomiędzy Großkrotzenburgiem a Miltenbergiem granica przebiegała na Menie.

## Funkcje

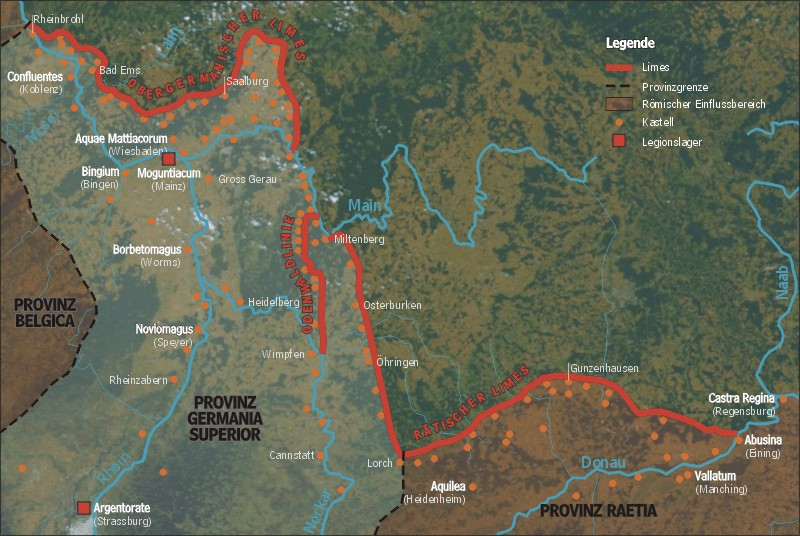
Przebieg Limes Górnogermańsko-Retyckiego

Funkcje rzymskich umocnień granicznych są przedmiotem dyskusji. Najnowsze badania wykazują, że Limes Górnogermańsko-Retycki nie tworzył zasadniczo militarnej linii demarkacyjnej, a wyznaczał gospodarcze i kulturowe granice cesarstwa.
Wiadomo, że umocnienia graniczne Limes Górnogermańsko-Retyckiego nie były w stanie powstrzymywać ataków Germanów. W okolicach wież wartowniczych znajdowały się wolne przejścia graniczne dla kupców oraz osób pracujących na terenie cesarstwa, a głównym zadaniem strażników była kontrola ruchu granicznego. Tereny po obydwu stronach limes były zasiedlane przez rzymskich osadników, co przyczyniało się do romanizacji ludów mieszkających poza granicami imperium.
Imperium rzymskie dzięki swej udanej polityce gospodarczej zdobywało coraz większe wpływy w północno-wschodnich rejonach Europy, daleko poza swoimi granicami. Cesarstwo posiadało wiele przejść granicznych służących w głównej mierze wymianie handlowej. O gospodarczych wpływach Rzymu świadczą m.in. znaleziska archeologiczne z terenów tzw. wolnej Germanii rozciągającej się po Jutlandię i Skandynawię.

## Budowa

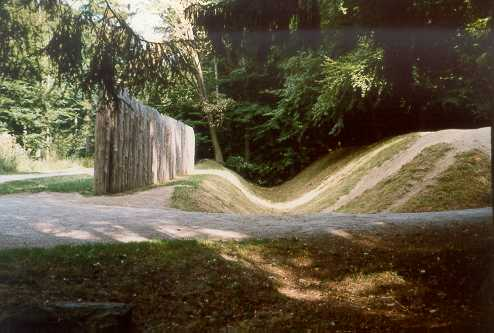
Rekonstrukcja drewnianej palisady i rowu, Saalburg pod Bad Homburg vor der Höhe

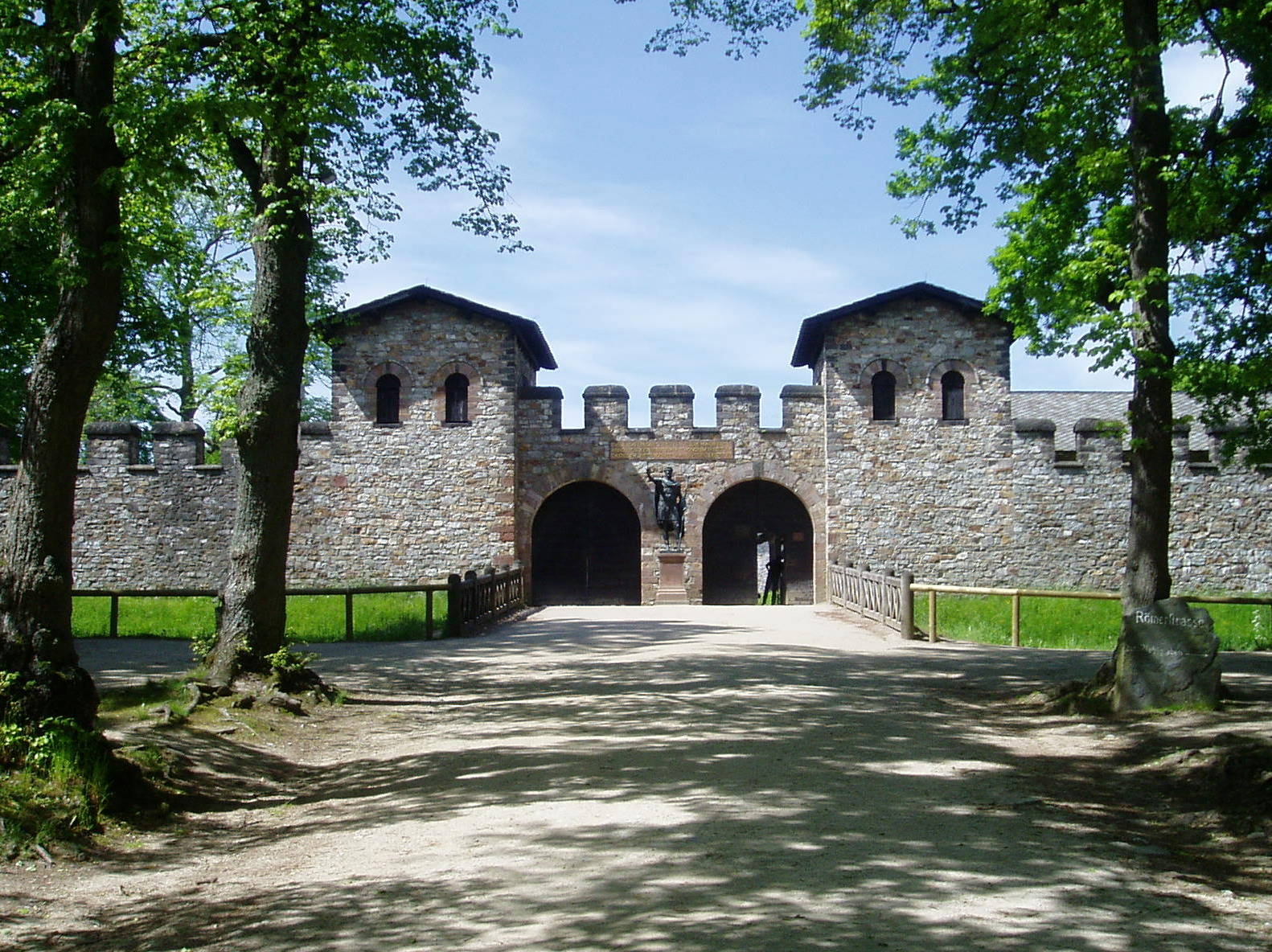
Warownia Saalburg pod Bad Homburg vor der Höhe, wejście boczne, Porta Praetoria (rekonstrukcja, 1907)

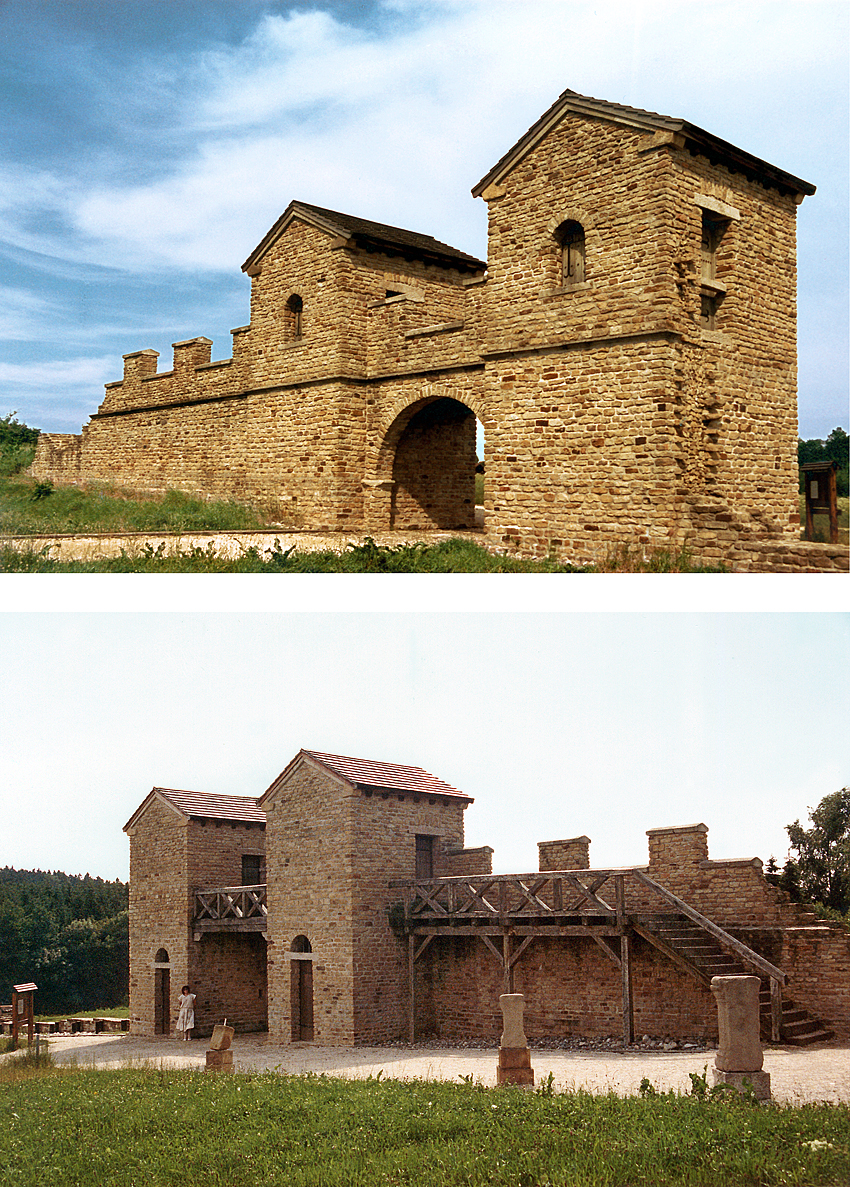
Warownia w Welzheim, Porta Praetoria (rekonstrukcja naukowa, 1983)

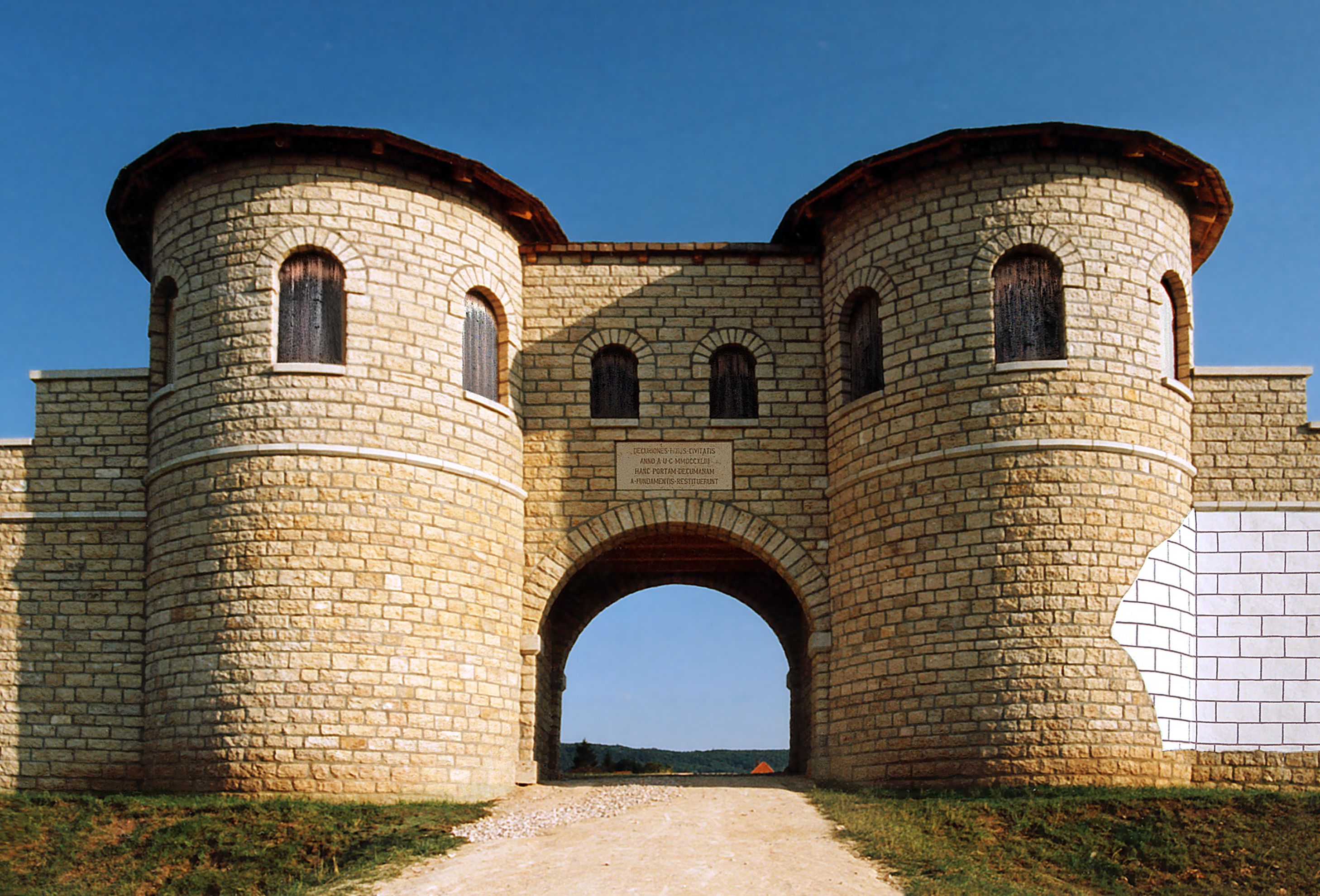
Warownia Biriciana, Weißenburg w Bawarii, Porta Decumana (rekonstrukcja, 1990)

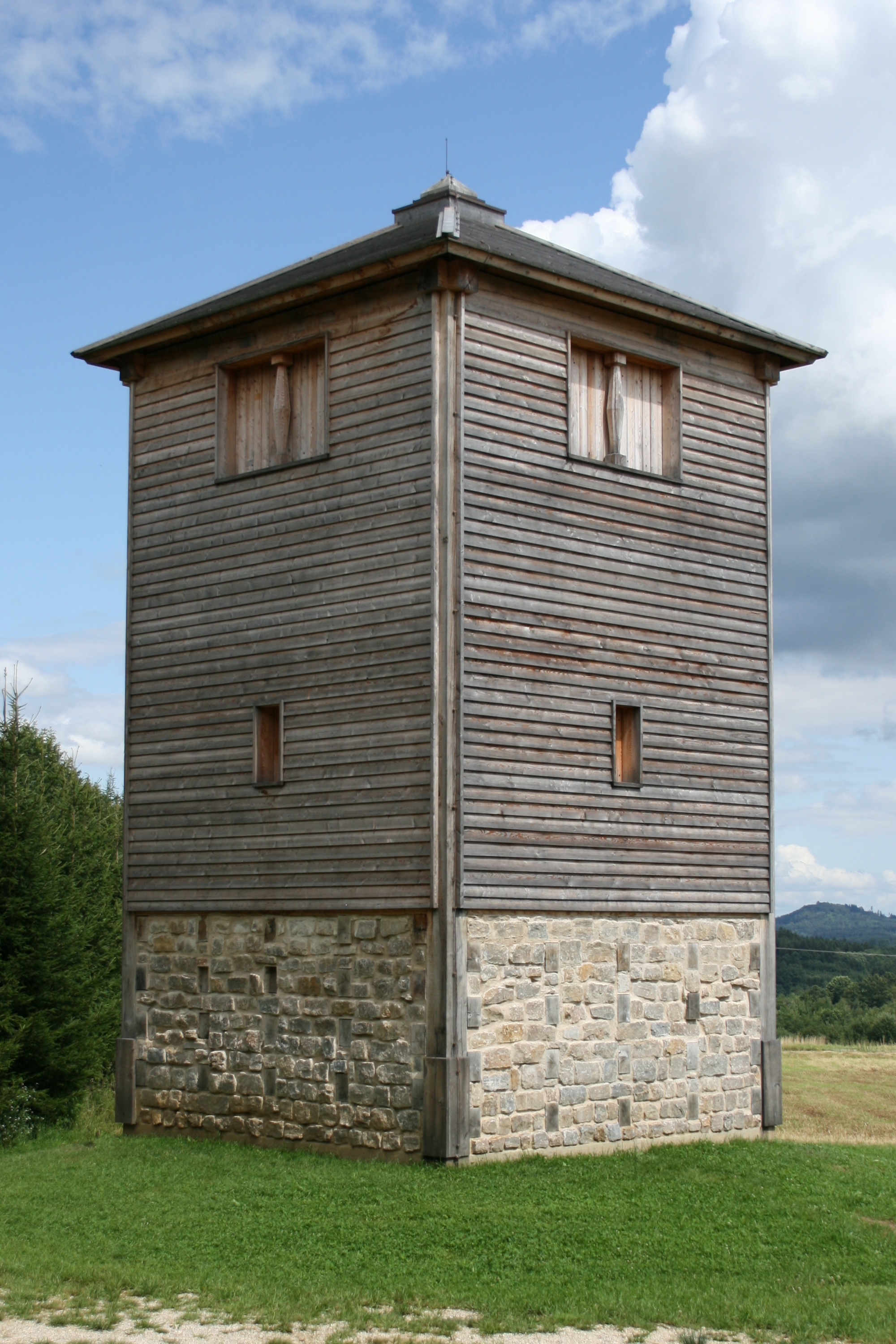
Drewniana wieża strażnicza koło Warownia Buch (rekonstrukcja naukowa, 2008)

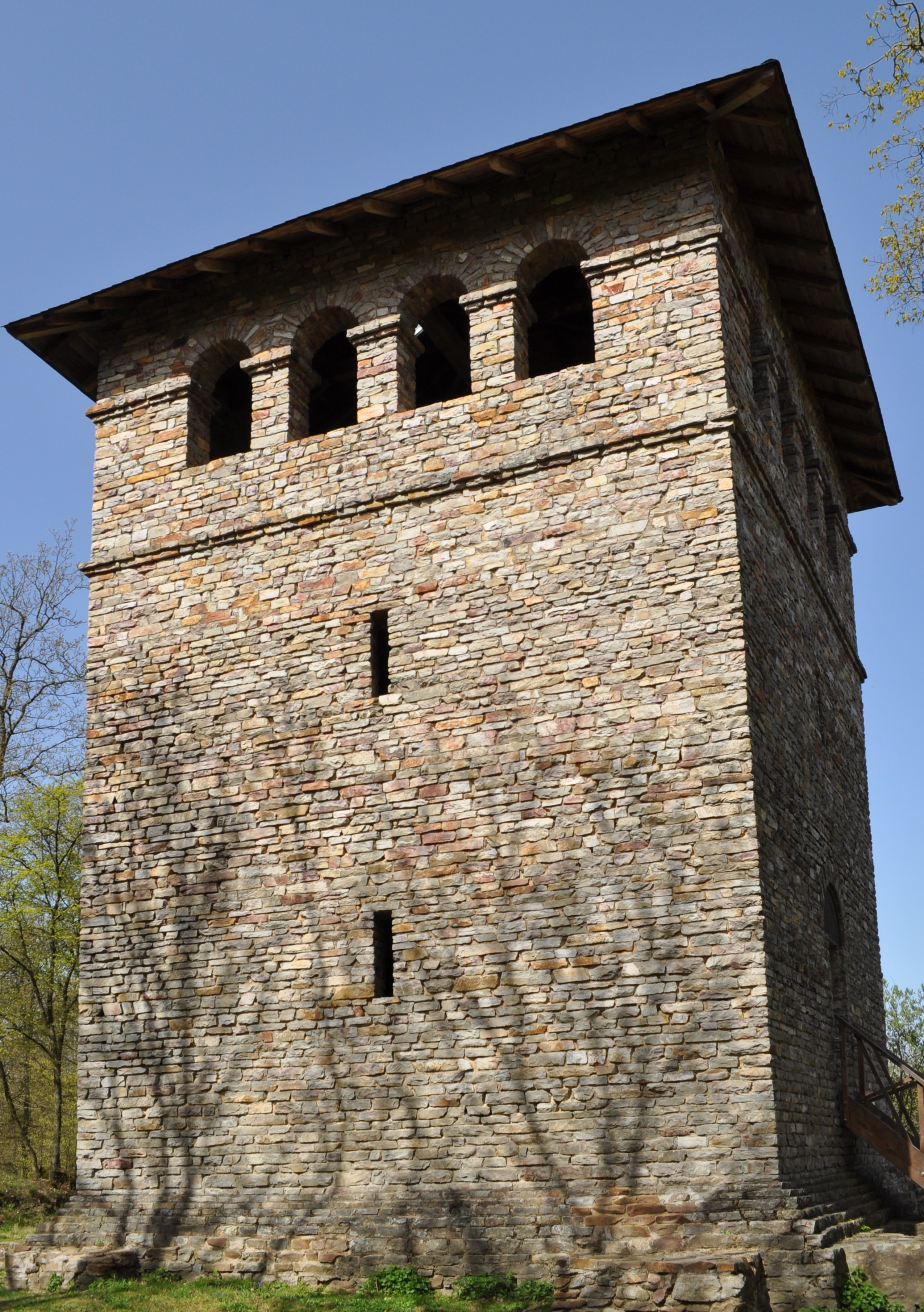
Kamienna wieża strażnicza w Taunusie (rekonstrukcja, 1926)

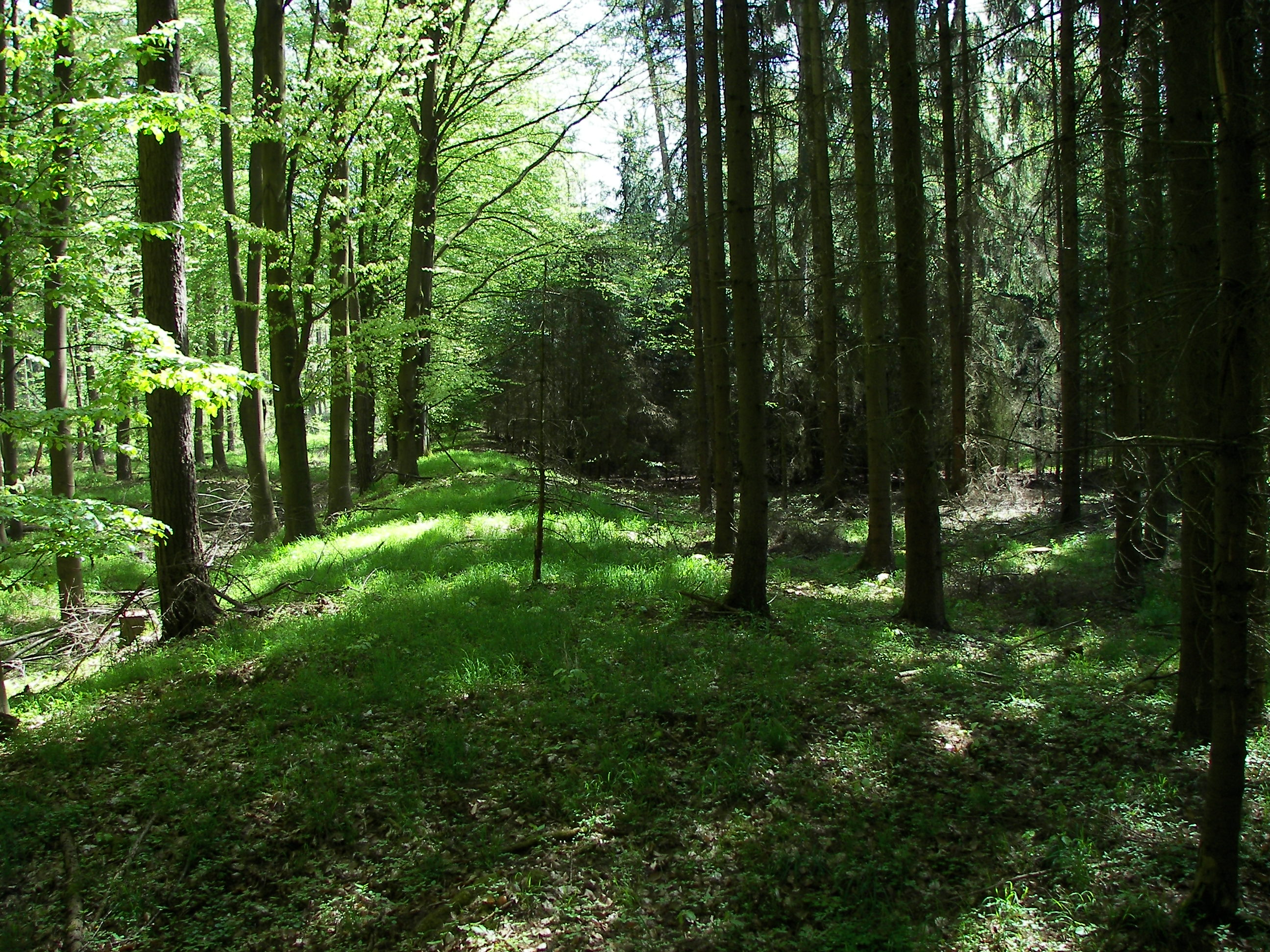
Limes pod Lich, Hesja

### Historia
Historia limes sięga roku 9, kiedy to Rzymianie pod wodzą Warusa ponieśli klęskę w bitwie w Lesie Teutoburskim, pokonani przez plemiona germańskie dowodzone przez Arminiusza. W czasie walk poległy 3 rzymskie legiony (XVII, XVIII i XIX) – ok. 20 tys. ludzi, a zrozpaczony Warus wraz ze swoimi oficerami popełnił samobójstwo. Klęska w Lesie Teutoburskim była jedną z największych w historii Rzymu. Rzymianie wycofali się na lewą stronę Renu oraz na prawą stronę górnego Dunaju. Rzymski podbój Germanii został zatrzymany.
Sto lat później Rzym zdecydował się skrócić granicę pomiędzy Renem a Dunajem, a przy tym zaanektować gospodarczo (rolniczo) interesujące tereny Wetterau. Za panowania cesarza Domicjana (81-96) powstał plan wzniesienia umocnień na granicy z Germanią.
Limes Germanicus powstawał w kilku etapach. Najpierw założono prostą sieć posterunków granicznych zlokalizowanych w przesiekach. Około 100 wzniesiono mniejsze drewniane wieże strażnicze otoczone wałami ziemnymi, tak by z jednej wieży widać było dwie sąsiadujące (ok. 800 m). Około 130 r. limes wzmocniono palisadą z przepołowionych pni dębowych. Około 170 zastąpiono dotychczasowe drewniane wieże strażnicami kamiennymi. Po ok. 30-50 latach wymieniono palisadę na wał i rów. W podobny sposób powstawał Limes Raeticus. Tu jednak zamiast palisady, wałów i rowów, wzniesiono od początku mur wysoki nawet do 3 m. Na podstawie różnic w budowie limes, badacze uważają, że prace konstrukcyjne leżały w gestii poszczególnych prowincji.
Poza główną linią limes odkryto inne linie graniczne. Uważa się, że powstały one wskutek regulacji przebiegu granic w czasach rzymskich. Świadczą o tym np. wykopaliska w rejonie Odenwaldu, pokazujące, że granica rzymskich fortyfikacji Odenwaldlimes została przesunięta o ok. 1 km na wschód po 60 latach od wzniesienia pierwotnych umocnień.

### Palisada, wały i rowy
Najnowsze badania archeologiczne sugerują, że wizerunki przedstawiające palisadę, wał oraz rów razem są błędne. Na podstawie wyników prac wykopaliskowych uważa się, że mamy do czynienia z dwoma następującymi po sobie fazami budowania umocnień. Na przykład dendrochronologiczne badania pozostałości palisady z roku 130 pokazały, że uległa ona rozpadowi po ok. 30-50 latach i nigdy potem nie była naprawiana. Wiadomo natomiast, że wkrótce w jej miejsce zbudowano wał i rów.

### Osobliwości techniczne
Limes Górnogermańsko-Retycki posiada wiele odcinków przebiegających „pod linijkę”, dokładnie po linii prostej. Najdłuższy z takich odcinków liczy prawie 80 km – rozpoczyna się przy strażnicy koło Walldürn (Odcinek 8) a kończy przy Haghof na południe od Welzheim. Tak długim prostym odcinkiem nie może poszczycić się nawet Wielki Mur Chiński.

### Towarzysząca infrastruktura
Wokół Limes Górnogermańsko-Retyckiego znajdowały się liczne bazy wojskowe oraz cywilne punkty zaopatrzenia połączone ze sobą siecią dróg. W ok. 10 km odstępach lokalizowano małe warownie dla jednostek pomocniczych, z których pochodziły obsady wież strażniczych. Pierwsze warownie wzniesiono nad Neckarem oraz w Odenwaldzie, najpierw jako konstrukcje ziemno-drewniane, a od 150 jako kamienne, np. warownie położone w górach Taunus (warownia w Saalburgu koło Bad Homburg vor der Höhe, warownia Kleiner Feldberg oraz warownia Kapersburg). Szczególnie duża warownia dawnej jednostki konnej (łac. ala) leży w obecnym mieście Aalen. W obliczu zagrożenia warownie mogły być wzmocnione posiłkami legionistów oraz wojskami stacjonującymi w stolicach prowincji.
Osady cywilne (łac. vici) miały duże znaczenie gospodarcze i kulturowe. We wczesnej fazie rzymskiej ekspansji zakładane były nawet poza umocnieniami granicznymi, np. miasto Waldgirmes w dolinie Lahnu.

## Upadek
Na temat upadku limes zachowało się niewiele przekazów pisemnych. Dlatego też historycy przyjmowali przez długi czas, że limes został zniszczony w czasie szturmu Germanów w 259-260. Nowsze badania i znaleziska archeologiczne dowodzą jednak powolnego upadku limes na przestrzeni III w. wskutek wpływu połączonych czynników zewnętrznych i wewnętrznych.

### Walki za czasów Aleksandra Sewera
Głównej przyczyny upadku limes należy upatrywać w osłabieniu militarnym granicy, kiedy to stacjonujące tam wojska odwoływano do zadań na innych granicach cesarstwa, w szczególności do obrony prowincji południowo-wschodnich. Rzym czuł się zagrożony przez powstałe w 224 państwo Sasanidów. Wskutek czego coraz więcej jednostek, szczególnie konnych (tzw. ale), zostało odwołanych z Limes Górnogermańsko-Retyckiego.
W 232 młody cesarz Aleksander Sewer wraz ze swoją matką Mamaeą przewodził wyprawie przeciwko Sasanidom. Wśród stacjonujących na wschodniej granicy jednostek doszło do rokoszy. Cesarz musiał wezwać kolejne wojska z limes. W walkach Rzymianie ponieśli znaczące straty, nie uzyskując ani przewagi ani pokoju.
W międzyczasie w 233 Germanie Alamanowie wykorzystywali słabość Rzymian, plądrując i grabiąc nadgraniczne przysiółki limes germańskiego. Wzdłuż granicy stacjonowała wówczas jedynie infanteria pomocnicza, która nie mogła równać się z dobrze uzbrojoną germańską ciężką konnicą. W swoich wyprawach Germanowie zapuszczali się nad Ren oraz na przedgórze alpejskie. Wiele obozów rzymskich zostało zniszczonych, m.in. warownia Saalburg.
Cesarz Aleksander Sewerus wraz z matką ściągnęli na północ cesarstwa w 235. Ich kwaterą główną stało się legionowe miasto Mogontiacum (obecna Moguncja). W obliczu nowych walk z Germanami, legioniści spodziewali się podwyżki żołdu. Ich roszczenia nie były problemem nowym. Już cesarz Karakalla w czasie wyprawy przeciwko Alemannom i Germanom w 213 nie był w stanie zaspokoić ich żądań. Również znana z chciwości Mamaea nie była skłonna do ustępstw. Wkrótce też rozpoczęła z Germanami negocjacje. Doprowadziło to buntu wojska, które wybrało nowego cesarza – Maksymina Traka, dotychczasowego oficera odpowiedzialnego za wojskowe wykształcenie nowicjuszy. Mamaea i Aleksander Sewerus zostali najprawdopodobniej zamordowani w marcu 235 w Bretzenheim w dzisiejszej Nadrenii-Palatynacie.
Maksymin obiecał podwyżkę żołdu, nadzwyczajne premie (łac. donativum) oraz amnestię w przypadku wszystkich przewinień dyscyplinarnych. Latem 235 poprowadził wyprawę w głąb germańskiego terytorium, zażegnując niebezpieczeństwo kolejnych najazdów.

### Upadek gospodarczy
Po najazdach Germanów w 233 umocnienia graniczne zostały zmodernizowane. Warownie zostały odbudowane i częściowo wzmocnione. Prawdopodobnie wtedy zbudowano system wałów i rowów, które miały utrudniać atak konnicy. System ten w wielu miejscach zastąpił palisadę.
Wiele ze zniszczonych osad cywilnych nie zostało jednak w pełni odbudowanych. Powodem ociągającej się odbudowy limes były zbyt małe środki pieniężne płynące z Rzymu. Znaleziska archeologiczne potwierdzają pospieszne niezbędne naprawy budynków gospodarczych. Nie tylko nie odbudowywano domów mieszkalnych czy łaźni, również wiele warowni nie zostało przywróconych do stanu sprzed najazdów. Niektóre warownie zostały nawet zmniejszone, np. warownia Kapersburg czy Miltenberg-Ost. Najwyraźniej już wtedy liczono się z mniej licznymi obsadami warowni.
Ponadto coraz częściej jednostki stacjonujące na limes były odwoływane do rozwiązywania konfliktów wewnątrzpaństwowych. W 236 Maksymin Trak ruszył ze swymi wojskami do Panonii. W szóstym roku panowania w 238 został on zamordowany przez własnych żołnierzy podczas oblężenia miasta Akwileja w drodze powrotnej do Rzymu.
Rozbudowa limes oraz duża siła nabywcza obecnych tam jednostek były siła napędową dla rzemiosła, handlu i usług w regionie przygranicznym. Wycofanie armii spowodowało załamanie rozwoju gospodarczego, a brak środków finansowych i siły roboczej były główną przeszkodą w odbudowie limes.

### Wyprawy Germanów w 260

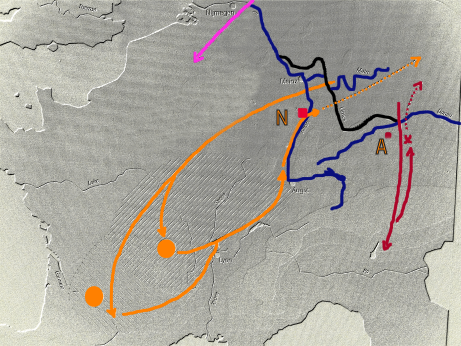
Wyprawy Alamanów (pomarańczowy), Juthungów (czerwony) i Franków (różowy), 260 r. N=Neupotz, A=Augsburg

O najazdach germańskich w latach 259-260, które przyczyniły się do upadku limes, świadczą liczne znaleziska archeologiczne. Najbardziej znane stały się znaleziska z Neupotz, które wydobyto w latach 1967-1997 na terenie żwirowiska koło Neupotz. Odkryte przedmioty pochodzą z tego samego okresu co znaleziska z Hagenbach oraz Otterstadt. W sumie wiadomo o 18 znaleziskach z III w. wydobytych z Renu pomiędzy Seltz a Mannheim.
Po ciężkich atakach germańskich z ok. 260, Rzymianie zdecydowali się na odwrót na lewy brzeg Renu oraz na południe od Dunaju za nowo powstałą linię umocnień tzw. Dunaj-Iller-Ren limes. Limes Górnogermańsko-Retycki został tym samym opuszczony. Historycy często łączą ten fakt z odwołaniem żołnierzy z ich pozycji na limes do walk między prawowitym cesarzem Galienem a uzurpatorem Postumusem.
Nie potwierdzono do tej pory czy wraz z wycofaniem się wojsk, tereny na wschód od Renu (tzw. Ziemie Dziesięcinne) opuściła również rzymska ludność cywilna. Wiadomo jednak, że część poddanych rzymskich pozostała i wymieszała się z nadchodzącymi Germanami. Na tej podstawie cesarze rzymscy rościli sobie prawo do tych ziem przynajmniej do IV w.

## Historia badań naukowych
Zainteresowanie Limes Górnogermańsko-Retyckim jako pozostałością po czasach rzymskich rozbudziło się ponownie w okresie renesansu. Uczeni jak Simon Studion (1543-1605) odkrywali warownie i studiowali łacińskie inskrypcje. Studion, na przykład, prowadził wykopaliska archeologiczne na terenie warowni Benningen na linii Neckaru w odcinku limes Neckar-Odenwald. Powstawały również regionalne komisje do spraw limes, np. w Großherzogtum Hessen albo Großherzogtum Baden.

### Komisja Rzeszy ds. Limes
Dopiero po powstaniu Niemiec w drugiej połowie XIX w., niemieccy archeologowie rozpoczęli kompleksowe badania nad przebiegiem linii limes, którym towarzyszyły prace wykopaliskowe. W 1892 powołano do życia Komisję Rzeszy ds. Limes z siedzibą w Berlinie. Komisją kierował noblista historyk Theodor Mommsen.
Prace komisji uważa się za pionierskie w dziedzinie historii rzymskich prowincji. Szczególnie płodne było pierwszych 10 lat badań, w czasie których określono przebieg limes i nadano nazwy nadgranicznym warowniom. Spuścizna prac komisji w momencie jej rozwiązywania w 1937 obejmowała 15 tomów raportów badawczych na temat przebiegu limes oraz 93 tomy zajmujące się budową i historią warowni. Materiały te znajdują się obecnie w posiadaniu Komisji Rzymsko-Germańskiej Niemieckiego Instytutu Archeologicznego.

### Przebieg granicy
W czasie prac komisji zmierzono 550 km fragment limes, który podzielono na odcinki i szczegółowo opisano. Podział na odcinki odpowiadał XIX w. granicom administracyjnym, a nie oryginalnemu podziałowi antycznemu:
- Odcinek 1: Rheinbrohl – Bad Ems
- Odcinek 2: Bad Ems – Adolfseck koło Bad Schwalbach
- Odcinek 3: Adolfseck koło Bad Schwalbach – Taunus – Köpperner Tal
- Odcinek 4: Köpperner Tal – Wetterau – Marköbel
- Odcinek 5: Marköbel – Großkrotzenburg
- Odcinek 6a: Hainstadt – Wörth am Main (stara linia Menu)
- Odcinek 6b: Trennfurt – Miltenberg
- Odcinek 7: Miltenberg – Rehberg
- Odcinek 8: Rehberg – Walldürn – Buchen (Odenwald) – Osterburken – Jagsthausen (nowa linia Odenwaldu)
- Odcinek 9: Jagsthausen – Welzheim – Haghof – Lorch
- Odcinek 10: Wörth am Main – Bad Wimpfen (stara linia Odenwaldu/ limes Neckar-Odenwald)
- Odcinek 11: Bad Wimpfen – Köngen (linia Neckar)
- Odcinek 12: Haghof – Lorch (koniec Limes Germanicus) – Aalen (początek Limes Raeticus) – Ruffenhofen
- Odcinek 13: Ruffenhofen – Gunzenhausen
- Odcinek 14: Gunzenhausen – Weißburg – Kipfenberg
- Odcinek 15: Kipfenberg – Kastel Eining

## Późniejsze znaczenie
Fizyczny rozpad limes trwał stuleciami. Według przekazu bawarskiego kronikarza, jeszcze w 1780 na wielu odcinkach widoczne były mury graniczne. Ponieważ jednak coraz więcej budynków w okolicy wznoszono z kamienia, a nie z drewna, mieszkańcy terenów sąsiadujących z limes wykorzystywali budulec ze zrujnowanych umocnień do konstrukcji swoich domów.
Jeszcze w XIX w. w Kolonii stały wieże rzymskiego muru miejskiego. Rzymska wieża północna kolońskich umocnień miejskich została rozebrana w połowie XIX w., ponieważ stała się przeszkodą dla stale rosnącego ruchu. Wiedza o funkcjach jakie spełniały dawniej budowle antyczne została zatracona. Na przykład mieszkańcy Kolonii uważali, że przebiegający z południowego zachodu rzymski akwedukt Eifel to sekretne połączenie miasta Kolonii z Trewirem. Ruiny umocnień limes retyckiego były natomiast określane mianem „diablego muru” (niem. Teufelsmauer).

### Limes dzisiaj
Limes stanowi dziś stanowisko archeologiczne o międzynarodowym znaczeniu. Niektóre budynki umocnień granicznych zostały zrekonstruowane, np. warownia w Saalburgu koło Bad Homburg vor der Höhe czy w Aalen, a w ich murach znajdują się muzea.
Z właściwych umocnień Limes Górnogermańskiego najlepiej zachowały się wały i rowy, które są bardzo dobrze widoczne w lasach Westerwaldu i Taunusu. W przypadku limes retyckiego zachował się natomiast szeroki pas gruzu. Małe pagórki i gruz, pozostałości po wieżach strażniczych, znajdują się wzdłuż obydwu granic.
Wzdłuż dawnego limes przebiega obecnie trasa turystyczna dla zmotoryzowanych i rowerzystów, tzw. Niemiecki Szlak Limes (niem. Deutsche Limes-Straße). W 2005 z poparcia niemieckiej komisji ds. Limes oraz badeńskiego urzędu ds. ochrony zabytków powstało stowarzyszenie Limes-Cicerones, zrzeszające wykwalifikowanych przewodników po Limes Górnogermańsko-Retyckim.

### Światowe Dziedzictwo
15 lipca 2005 limes germańsko-retycki został wpisany na listę dziedzictwa kulturowego UNESCO. Nie tworzy on samodzielnego wpisu na liście, lecz figuruje jako druga pozycja wpisu „Granice Cesarstwa Rzymskiego”. Pierwsza pozycja to Mur Hadriana w Anglii, wpisany na listę w 1987.
Celem projektu „Granice Cesarstwa Rzymskiego” jest wpisanie pozostałych fragmentów limes rzymskiego. Jako kolejny kandydat na listę zgłoszony będzie Mur Antoninusa w Szkocji.